# جیکوب گاردینر-اسمیت
جیکوب گاردینر-اسمیت (انگلیسی: Jacob Gardiner-Smith؛ زادهٔ ۳ ژوئیهٔ ۱۹۹۷) بازیکن فوتبال اهل بریتانیا است.
از باشگاه‌هایی که در آن بازی کرده‌است می‌توان به باشگاه فوتبال وایکام واندررز اشاره کرد.